# Ghostbusters (computerspel uit 2006)
Ghostbusters is een puzzelspel voor de mobiele telefoon, gebaseerd op de Ghostbusters-franchise. Het spel is beschikbaar op de netwerken van Verizon, Sprint, T-Mobile, en Cingular.

## Gameplay
In het spel worden de Ghostbusters ingehuurd door een miljonair om zijn huis vrij te maken van geesten. De speler moet alle kamers van het huis bij langs gaan om puzzels op te lossen en de geesten op te sporen. Het oplossen van de puzzels komt meestal neer op het verzamelen van de juiste sleutels, standbeelden op een andere plek duwen en hendels overhalen. Door puzzels op te lossen komen nieuwe kamers beschikbaar.

## Kritiek
Het spel werd bekritiseerd om de lengte (met meer dan 100 kamers), standaard gameplay ontwerp, en geen referenties naar de originele Ghostbusterspersonages of films.